# 镇海路站
鎮海路站（廈門話：/tin˥˧ hai˥˥ lɔ˧˧/）是厦门轨道交通1号线的地铁车站，是其南端終點站，位于中华人民共和国福建省厦门市思明区镇海路与思明南路交叉口地下。车站于2017年12月31日随1号线全线通车启用。
2021年9月18日11:00起，因应2019冠状病毒病疫情防控需要，车站临时关闭，直至10月1日恢复运营。

## 车站

### 樓層
镇海路站设有2层，总建筑面积为14730平方米。车站地下一层为站厅层；地下二层为1号线站台层，含2个侧式站台。
| 地面层   | 出入口                     |                                      |                                      |
| 地下一层 | 站厅                       | 商店、票务服务、客服中心、进出站闸机 | 商店、票务服务、客服中心、进出站闸机 |
| 地下二层 | 侧式站台，右边车门将会开启 | 侧式站台，右边车门将会开启           | 侧式站台，右边车门将会开启           |
| 地下二层 | 1 往岩内方向 （中山公园）  |                                      |                                      |
| 地下二层 | 1 落客站台（终点站）       |                                      |                                      |
| 地下二层 | 侧式站台，右边车门将会开启 |                                      |                                      |

### 出入口
镇海路站在随1号线全线通车时只设有2个出入口。2018年，车站3A及3B号出入口投入使用，令车站增至4个出入口。其中出入口3A附有升降机。
| 编号      | 无障碍设施 | 出口指示 | 建议前往的目的地                                                 | 照片 |
| --------- | ---------- | -------- | ---------------------------------------------------------------- | ---- |
| 1         |            | 镇海路   | 厦门市妇幼保健院                                                 |      |
| 2         |            | 镇海路   | 鸿山小区、厦门双十中学（镇海校区）、中国工商银行（厦门镇海支行） |      |
| 3A        | 升降机标志 | 思明南路 | 厦门海景千禧大酒店                                               |      |
| 3B        |            | 思明南路 | 中华街道办事处、中华城                                           |      |
| 註： 設有 |            |          |                                                                  |      |